# Kim Song Gun
Kim Song Gun, auch Seong Geun Kim, (kor. 김성근; * 1945 in Chonma, Nordkorea) ist ein nordkoreanischer Maler. Er arbeitet im Mansudae-Kunststudio in Pjöngjang.

## Werk
Kim Song Gun wird auch der „Maler der Wellen“ genannt, da er fast ausschließlich Meeres- und Flussszenen mit tosenden Gewässern malt. Obwohl die Darstellungen zum einen sehr realistisch sind, erreicht der Maler zum anderen durch die Brachialität der Wellen eine subtile, moderne Form der Abstraktion. Eines seiner Wellenbilder fand internationale Beachtung, da es im Hintergrund des offiziellen Fotos von Bill Clintons Staatsbesuch bei Kim Jong-il im Jahre 2009 zu sehen war.

## Auszeichnungen
- 1999: People’s Prize für „Wellen des Meeres Kumgang“